# Saint-Jean-du-Bois
Saint-Jean-du-Bois település Franciaországban, Sarthe megyében. Lakosainak száma 612 fő (2022. január 1.). Saint-Jean-du-Bois Fercé-sur-Sarthe, La Suze-sur-Sarthe, Mézeray és Noyen-sur-Sarthe községekkel határos.

## Népesség
A település népessége az elmúlt években az alábbi módon változott:
| Lakosok száma | 630  | 636  | 638  | 626  | 621  | 617  | 613  | 609  | 612  |
|               | 2013 | 2015 | 2016 | 2017 | 2018 | 2019 | 2020 | 2021 | 2022 |